# Alice Nine
Alice Nine este o trupă de visual kei formată în anul 2004 în Tokyo.
În 2015 și-au prescurtat numele la A9.

## Membrii
- Shou-voce
- Hiroto-chitară
- Tora-chitară
- Saga-chitară bas
- Nao-baterie